# Sedem partskih velikih hiš
Sedem partijskih klanov, oziroma sedem velikih hiš, je sistem partijske fevdalne aristokracije v času iranskega imperija Partov, v času kasnejše dinastije perzijskih Sasanidov pa zavezniki svojih novih gospodarjev.
Člani partskih velikih hiš so bili iranski svobodni plemiči (Azadani), pripadali so iranskemu ljudstvu Partov.

## Zgodovina
Le dve iz partskih velikih hiš sta v virih omenjeni v času partskega imperija - Hiša Surena in Hiša Karena. V času sasanidskega imperija se je število velikih hiš še povečalo; Vahram Čobin, proslavljeni vojaški poveljnik obdobja vladavine Hormzida I. je bil iz Hiše Mehrāna.

## Velike hiše in njihovi sedeži
Hiša Ispahbudhana, Gorgan
Hiša Varaza, vzhodni Hvarasan
Hiša Karena, Nehavend
Hiša Mehrāna, Raj
Hiša Spandijada, Komisene
Hiša Zika, Atropatene (danes Azerbajdžan)
Hiša Surena, Sakestan